# George Washington Lambert

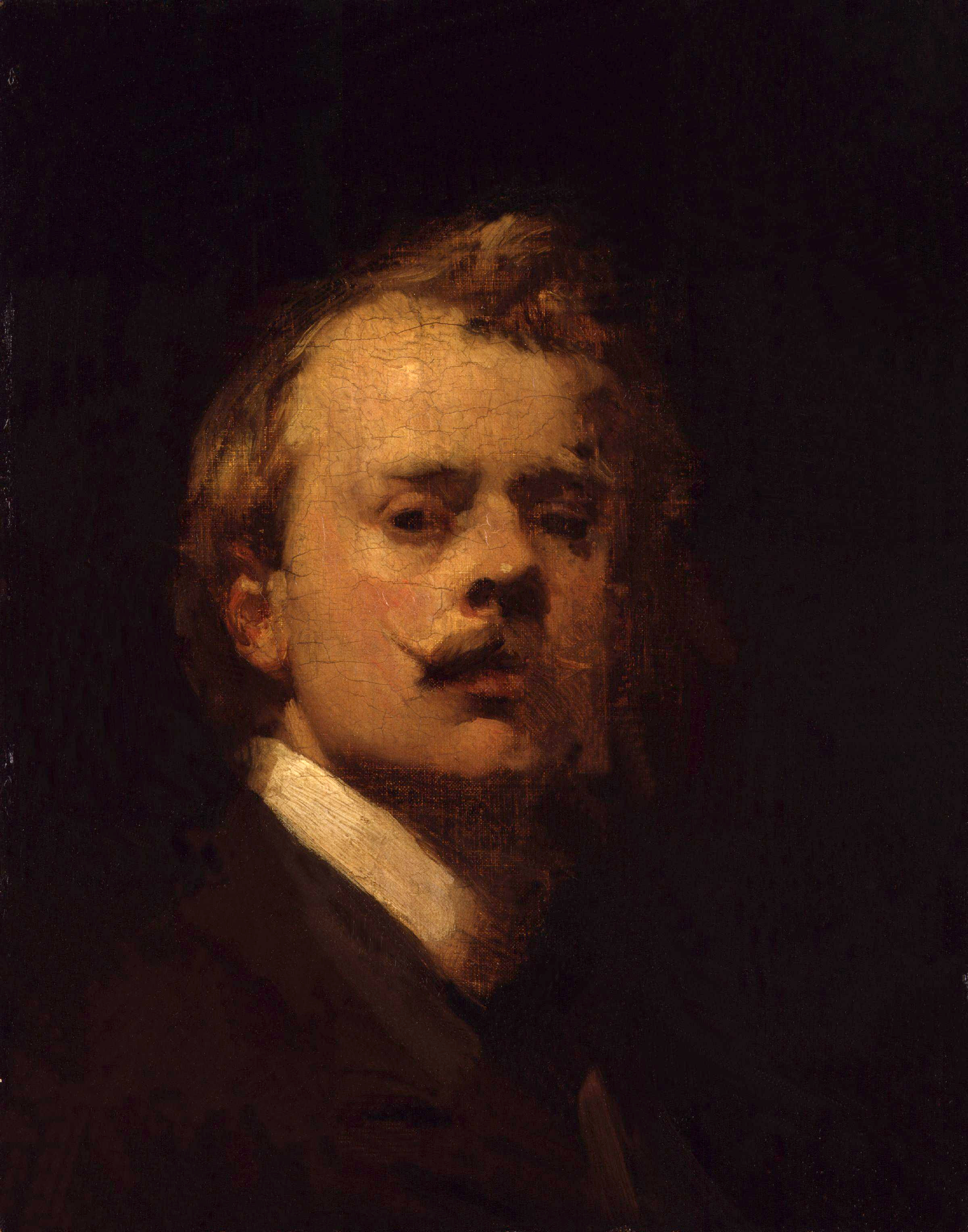
George Lambert, George Lambert, ok. 1900-1901

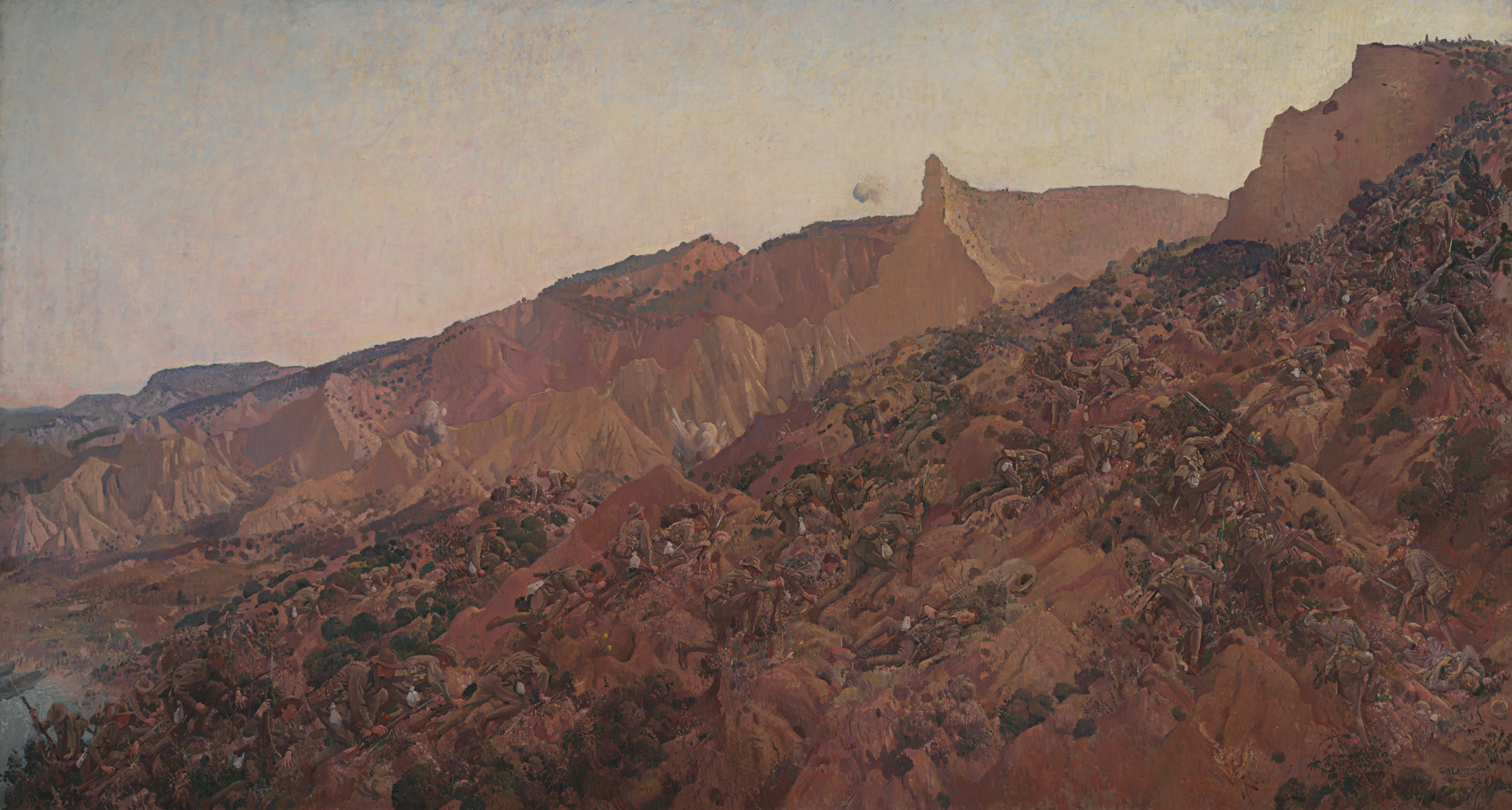
Anzac, lądowanie 1915

George Washington Lambert (ur. 13 września 1873 w Petersburgu, zm. 29 maja 1930) – australijski malarz naturalista.
Urodzony w Rosji w 1887 r. zamieszkał w Australii, pierwszy swój obraz wystawił w 1894 w Royal Art Society. Od 1896 r. zajmował się malarstwem zawodowo. Studiował w latach 1896 – 1900 w Academie Julian w Sydney u Juliana Ashtona. W 1900 otrzymał stypendium od rządu Nowej Południowej Walii i wyjechał na studia na Paryża i Londynu. W czasie I wojny światowej był oficjalnym australijskim artystą wojennym. Do Australii powrócił w 1921 r., w następnym roku został członkiem Royal Academy, a w 1927 otrzymał prestiżową Archibald Prize. Zmarł w 1930 r. i pochowany jest w Londynie.
Lambert przeszedł do historii malarstwa jako utalentowany portrecista i wojenny artysta okresu I wojny światowej. Był żonaty od 1900 r. z Amelią Beatrice "Amy" Absell (1872–1963), ich syn Constant Lambert (1905–1951) był brytyjskim kompozytorem i dyrygentem. Natomiast wnuk Christopher "Kit" Sebastian Lambert (1935–1981) był producentem i managerem zespołu The Who.